# Ryūnosuke Tsukue
Ryūnosuke Tsukue (* 13. August 1997 in der Präfektur Kanagawa) ist ein japanischer Squashspieler.

## Karriere
Ryūnosuke Tsukue spielt seit 2017 auf der PSA World Tour und gewann auf dieser bislang elf Titel. Seine höchste Platzierung in der Weltrangliste erreichte er mit Rang 47 am 21. April 2025. Mit der japanischen Nationalmannschaft nahm er bereits mehrfach an Asienmeisterschaften teil. Außerdem stand er im japanischen Kader bei den Asienspielen 2018 und den Weltmeisterschaften 2024. Von 2014 bis 2018 wurde er fünfmal in Folge sowie 2022 nochmals japanischer Meister. Bei den 2023 ausgetragenen Asienspielen 2022 in Hangzhou schied er im Einzel im Viertelfinale aus.

## Erfolge
- Gewonnene PSA-Titel: 11
- Japanischer Meister: 6 Titel (2014–2018, 2022)